# Заслуженный работник нефтяной и газовой промышленности Российской Федерации
«Заслу́женный рабо́тник нефтяно́й и га́зовой промы́шленности Росси́йской Федера́ции» — почётное звание, входящее в систему государственных наград Российской Федерации.

## Основания для присвоения
Звание «Заслуженный работник нефтяной и газовой промышленности Российской Федерации» присваивается высокопрофессиональным рабочим, мастерам, инженерно-техническим, научным и научно-педагогическим работникам организаций нефтяной и газовой промышленности, в том числе научно-исследовательских, технологических и проектно-конструкторских организаций, за личные заслуги:
- в обнаружении, эффективном освоении и эксплуатации новых нефтяных и газовых месторождений;
- в строительстве, модернизации и эксплуатации нефте- и газопроводов, добывающих скважин и платформ с применением современного высокотехнологичного оборудования, позволяющего повысить эффективность освоения нефте- и газоносных месторождений, обеспечить бесперебойную транспортировку нефти и газа, существенно снизить уровень энергозатрат и поднять производительность труда;
- в создании на территории Российской Федерации инновационных нефте- и газоперерабатывающих производств, способствующих удовлетворению спроса населения и различных отраслей промышленности на продукцию, содержащую нефть и природный газ, существенному повышению экспортной составляющей в общей доле производимой продукции, уменьшению количества сырой нефти, экспортируемой за пределы Российской Федерации, и снижению уровня вредных выбросов в атмосферу при использовании производимого топлива;
- в подготовке квалифицированных кадров для нефтяной и газовой промышленности.

Почётное звание «Заслуженный работник нефтяной и газовой промышленности Российской Федерации» присваивается, как правило, не ранее чем через 20 лет с начала осуществления профессиональной деятельности (рабочим и мастерам, работающим непосредственно на добывающих установках, — не ранее чем через 15 лет) и при наличии у представленного к награде лица отраслевых наград (поощрений) федерального органа государственной власти или органов государственной власти субъектов Российской Федерации.

## Порядок присвоения
Почётные звания Российской Федерации присваиваются указами Президента Российской Федерации на основании представлений, внесённых ему по результатам рассмотрения ходатайства о награждении и предложения Комиссии при Президенте Российской Федерации по государственным наградам.

## История звания
Почётное звание «Заслуженный работник нефтяной и газовой промышленности Российской Федерации» установлено Указом Президента Российской Федерации от 30 декабря 1995 года № 1341 «Об установлении почётных званий Российской Федерации, утверждении положений о почётных званиях и описания нагрудного знака к почётным званиям Российской Федерации». Тем же указом утверждено первоначальное Положение о почётном звании, в котором говорилось:
Почётное звание «Заслуженный работник нефтяной и газовой промышленности Российской Федерации» присваивается:
- высокопрофессиональным рабочим и мастерам предприятий и организаций нефтяной и газовой отраслей промышленности за заслуги в бурении, добыче, транспортировке, хранении, переработке нефти и газа и работающим непосредственно в этих отраслях 10 и более лет;
- высококвалифицированным инженерно-техническим, научным работникам, высокопрофессиональным рабочим и мастерам предприятий, объединений, научно-исследовательских, технологических, проектно-конструкторских и других организаций нефтяной и газовой отраслей промышленности за заслуги в разработке и осуществлении научно-технических и экологических программ, освоении нефтяных и газовых месторождений и работающим в этих отраслях 15 и более лет.

В настоящем виде Положение о почётном звании утверждено Указом Президента Российской Федерации от 7 сентября 2010 года № 1099 «О мерах по совершенствованию государственной наградной системы Российской Федерации».

## Нагрудный знак
Нагрудный знак имеет единую для почётных званий Российской Федерации форму и изготавливается из серебра высотой 40 мм и шириной 30 мм. Он имеет форму овального венка, образуемого лавровой и дубовой ветвями. Перекрещенные внизу концы ветвей перевязаны бантом. На верхней части венка располагается Государственный герб Российской Федерации. На лицевой стороне, в центральной части, на венок наложен картуш с надписью — наименованием почётного звания.
На оборотной стороне имеется булавка для прикрепления нагрудного знака к одежде. Нагрудный знак носится на правой стороне груди.

## Переходный период
В России до принятия Указа Президента Российской Федерации от 30 декабря 1995 года № 1341 действовали правовые акты об установлении почётных званий РСФСР. После изменения наименования государства с «Российская Советская Федеративная Социалистическая Республика» на «Российская Федерация» (см. Закон РСФСР от 25 декабря 1991 года № 2094-I) в названиях всех почётных званий наименование «РСФСР» было заменено словами «Российской Федерации», таким образом, с 1992 года до 30 марта 1996 года производилось присвоение однотипного почётного звания РСФСР, существовавшего с 1978 года, с тождественным современному наименованием.